# Gras Mle 1874
Il Gras Modèle 1874 (Mle è l'abbreviazione di Modèle, modello in italiano) è stato un fucile a otturatore girevole-scorrevole francese della fine del 1800. È diventato ordinanza dell'esercito francese nel 1874, sostituendo il mitico ma ormai sorpassato Chassepot. Rispetto a questo fucile, il Gras aveva la grande novità della cartuccia con bossolo metallico a percussione centrale e proiettile ogivale, anziché l'allora più diffuso proietto sferico con cartuccia di carta. Inoltre la perfezionata azione permetteva di ricaricare da coricati, mentre nei fucili passati ad avancarica era necessario rialzarsi ad ogni colpo. Il peso fu ridistribuito, aumentandolo nella parte centrale e posteriore e furono migliorati gli apparati di mira, alzando il tiro utile dai 1300 m dello Chassepot a 1800 m. Il meccanismo del caricamento, però, era diventato nel complesso più complicato nel suo interno, abbassando la portata di fuoco da 12/13 colpi al minuto del predecessore ai 9 del Gras. In compenso il colpo risultava molto più potente, essendo un proietto ogivale e non sferico.

## Storia

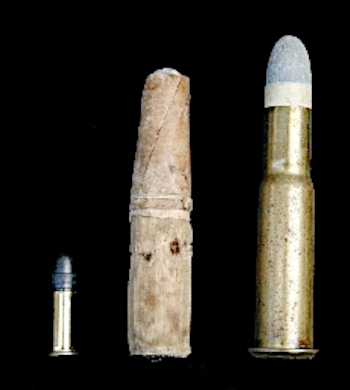
Al centro: cartuccia di Chassepot in carta e proiettile sferico. A destra: cartuccia metallica a percussione centrale 11 × 59 mm R con palla ogivale. A sinistra, per riferimento dimensionale, una cartuccia a percussione anulare .22 Long Rifle.

La sconfitta del 1871, nella guerra franco-prussiana, aveva decretato la fine del Chassepot, sia a causa dei difetti intrinseci emersi, sia per la perdita enorme di materiale in seguito alla sconfitta. Nonostante questo, a causa delle nuove minacce internazionali, la produzione del vecchio fucile fu ripresa e le scorte reintegrate. Tuttavia l'adozione del Mauser Gewehr 71 da parte dell'Impero tedesco, camerato per la nuova cartuccia metallica, spinse la Francia ad adottare la cartuccia con bossolo metallico nel 1872: furono presentati diversi progetti per adeguamento gli arsenali alla nuova munizione, che andavano dalla semplice creazione di una cartuccia metallica che si adattasse alla camera di scoppio dei vecchi Chassepot, ai più radicali che proponevano nuove armi. Alla fine rimasero in lizza due progetti dà un vantaggio ai suoi progettisti. Di fronte a questa "sfida" e non volendo essere da meno la Francia ha creato diversi gruppi di studio, il primo, nel settembre 1872 ha adottato il principio della cartuccia metallica per sostituire la cartuccia in carta. Il secondo, nel 1873, deve deliberare l'adeguamento delle nostre armi alla cartuccia metallica. Diversi progetti sono presentati, il più economico (creazione di una cartuccia metallica che segue la forma della camera Chassepot) e uno più radicale (adozione di una nuova arma). Infine, rimarranno in lizza due progetti, il primo è relativo al fucile olandese Beaumont M1871, mentre il secondo, presentato dal capitano Basile Gras, è basato sulla trasformazione dello Chassepot.
Le due armi furono valutate dagli organi dell'Armée de terre ed il 7 luglio 1874 fu dichiarato vincitore il fucile Gras, adottato come Fusil Modéle 1874. Tra i vari fattori che contribuirono a questa decisione, sicuramente vi sono il minore costo, la possibilità di riutilizzare l'enorme quantità di Chassepot ereditata dalla corsa agli armamenti ed, infine, la robustezza del sistema.
Arma robusta, semplice ed affidabile, già dal 1887 iniziò ad essere sostituito con il nuovo fucile Lebel con cartuccia polvere infume e molti lotti vengono venduti ad altri paesi, soprattutto africani, od a commercianti privati che li trasformano in fucili da caccia in calibro 16, 20 o 24 gauge.
 
All'entrata in guerra nel 1914, fucili Gras di tutti i modelli fino ad allora prodotti vengono assegnati alle truppe seconda linea, con le quali rimarrà in servizio fino alla fine del conflitto; durante il conflitto 146.000 di questi fucili vennero ricamerati dal calibro 11 × 59 mm R all'8 mm Lebel del Lebel Modèle 1886 diventato nel frattempo d'ordinanza, mentre altri esemplari furono utilizzati per la fabbricazione di lanciarazzi per l'esercito o fucili lanciasagole per la marina. Altri 450.000 fucili vennero invece forniti come aiuto alla Russia zarista nel 1915. Il primo dopoguerra vide il ritiro definitivo del sistema Gras, eccezion fatta per alcuni esemplari che equipaggiavano personale di terra dell'Armée de l'air ancora nel 1940.
Il Gras Mle 1874 fu acquistato nelle varie versioni (fucile e moschetto per artiglieria e cavalleria) dalla Grecia nel 1877. L'arma servì l'esercito greco dagli scontri contro l'Impero ottomano fino alla Battaglia di Creta durante la seconda guerra mondiale, assumendo uno status leggendario, tanto che il termine Grades (γκράδες), storpiatura di Gras, entrò nel linguaggio colloquiale ad indicare qualsiasi fucile coevo. Oltre che dalla Manufacture d'armes de Saint-Étienne, la maggior parte delle 60.000 armi greche furono prodotte su licenza dall'austriaca Steyr Mannlicher. Il Gras infine ispirò il primo fucile a otturatore girevole-scorrevole giapponese, il Murata.
Nel 1908 venne fondata la fabbrica Gras, per la produzione di fucili e munizioni, in Addis Abeba, allo scopo di fornire all'Impero etiope una maggiore potenza militare nei confronti della Colonia eritrea, dopo la Guerra di Abissinia. Durante la prima metà degli anni trenta, nell'ambito del programma di riarmo delle esercito etiope deciso dal negus Hailé Selassié, la fabbrica venne ampliata e tecnologicamente ammodernata, rendendola capace di produrre, oltre ai fucili e relative munizioni, anche pallottole per mitragliatrici di vario calibro e 2000 tonnellate annue di polvere da sparo.

## Tecnica
La canna è in acciaio fuso, esternamente troncoconica, e si unisce alla culatta tramite una filettatura esterna. Presso la volata, la canna presenta il mirino, sul lato destro, il fermo per la baionetta. L'anima ha 4 righe sinistrorse. La canna, tramite filettatura, si avvita dentro alla culatta. Davanti a quest'ultima è fissato l'alzo a ritto con cursore: il cursore ha la tacca di mira disassata a sinistra per compensare l'asimmetria del blocco di culatta; il ritto è graduato fino a 1800 m, mentre l'alzo presenta due linee di mira fisse da combattimento a 300 (quando è abbattuto) e 200 metri (quando è rovesciato). Il blocco di culatta è fresato per permettere lo scorrimento dell'otturatore e l'inserimento manuale di ogni singolo colpo; sulla superficie inferiore del blocco è presente un grosso espulsore. L'otturatore è formato da tre componenti maggiori (dall'indietro all'avanti): il cane, il cilindro dell'otturatore con il manubrio, la testa mobile; su queste si inseriscono l'estrattore, il percussore con la sua molla e la spina del percussore. La chiusura è assicurata da una vite sul lato destro la cui punta funge da guida alla scanalatura elicoidale sul cilindro dell'otturatore. La cassa è in noce, con il fusto che accoglie la canna e, sotto a questa, la bacchetta nettatoia; l'impugnatura è sagomata sia per il tiro che per l'assalto alla baionetta; il calcio è inclinato in modo tale da allineare rapidamente occhio e linea di mira.

## Versioni

### Fusil d'infanterie modèle 1874
Il fucile di fanteria è la versione standard sopra descritta.

### Fusil d'infanterie modèle 1866-74
Si tratta di vecchi fucili Chassepot trasformati per impiegare la nuova cartuccia da 11 mm con bossolo metallico. Le modifiche erano profonde, in quanto dovevano trasformare il vecchio Chassepot in un fucile molto simile al Mle 1874.
La culatta della canna viene rialesata e filettata e vi viene avvitata una camera di scoppio con anima troncoconica, lunga 10 centimetri.
L'otturatore originale del Mle 1866 viene completamente sostituito con quello del Mle 1874. Questo comporta la rialesatura del blocco di culatta, la rifresatura degli incastri, l'installazione dell'espulsore e la realizzazione dell'alloggiamento per l'estrattore.
A causa delle aumentate prestazioni balistiche, l'alzo è graduato a 1.700 metri invece che 1.200.
La sostituzione della baionetta Mod. 1866 con la sciabola-baionetta Mod. 1874 invece non comporta modifiche sull'arma, in quanto il sistema con fermo e guida è lo stesso.

### Carabine de cavalerie modèle 1874
È una versione più leggera e più corta del Fusil d'infanterie modèle 1874. L'arma è lunga 1,17 m e pesa 3,6 kg. Con la riduzione della lunghezza della canna, la velocità alla volata scende da 450 a 440 m/s. Le particolari condizioni di porto di un'arma di cavalleria imposero anche altre piccole modifiche: il manubrio dell'otturatore è piegato, in modo da non discostarsi dal fusto quando l'otturatore è in chiusura; non essendo prevista la baionetta, mancano la guida ed il fermo sul lato destro della canna; la maglietta inferiore per la bandoliera viene spostata davanti alla guardia del grilletto, mentre la maglietta superiore viene spostata su una terza fascetta, posta tra la fascetta a mezza canna ed il bocchino; l'alzo, graduato solo fino a 1.100 metri, ha gli angoli del cursore arrotondati ed il ritto, quando abbattuto, è incassato tra due bordi per evitare gli urti.

### Carabine de gendarmerie à pied modèle 1874
La carabina per la gendarmeria a piedi è identica a quella della cavalleria, tranne che per la presenza, verso la volata della canna, del fermo e della guida per la sciabola-baionetta Mod. 1874 Gras.

### Carabine de gendarmerie à cheval modèle 1874
La carabina per la gendarmeria a cavallo è identica a quella della cavalleria, tranne che per la presenza, verso la volata della canna, di un fermo per la baionetta a ghiera Mod. 1866-74.

### Carabine de cavalerie modèle 1866-74
Il Chassepot versione carabina da cavalleria riceve le stesse modifiche illustrate per il Chassepot versione Fusil convertito a Mle 1866-74. Il mirino, che sul Mle 1866 per compensare l'asimmetria dell'arma era spostato di 1 mm a sinistra della linea di fuoco, viene rispostato 1 mm a destra. L'alzo viene graduato a 1.100 metri per l'aumento delle prestazioni balistiche.

### Mousqueton d'artillerie modèle 1874
Questo moschetto era destinato ai serventi di artiglieria. Si distingueva dal Fusil per la lunghezza totale, ridotta a 0,99 m ed il peso a 3,300 kg, con una velocità alla volata ridotta a 415 m/s. Come nella la carabina da cavalleria, il manubrio dell'otturatore è piegato, mentre mantiene la posizione delle magliette come sul Fusil. La rigatura della canna è destrorsa invece che sinistrorsa, per compensare i maggiori effetti dell'asimmetria della culatta su un'arma molto più corta. Sulla canna sono presenti il fermo e la guida per la sciabola-baionetta tipo yatagan Mod. 1866.

### Mousqueton d'artillerie modèle 1866-74
Il Chassepot versione moschetto d'artiglieria riceve le stesse modifiche illustrate per il Chassepot versione Fusil convertito a Mle 1866-74. Il mirino, che sul Mle 1866 per compensare l'asimmetria dell'arma era spostato di 2 mm a sinistra della linea di fuoco, viene riportato in asse. L'alzo viene graduato a 1.250 metri per le migliorate prestazioni balistiche.

### Fusil d'infanterie, carabine de cavalerie e mousqueton d'artillerie modèle 1874 M80 e modèle 1866-74 M80
Nel 1880 il sistema di chiusura Gras viene modificato in seguito ad incidenti durante il tiro dovuti a guasti o rotture della culatta e conseguente proiezione dei gas di sparo sul viso dei tiratori. Sui fucili esistenti, sia sui Mle 1874 originali che sui Mle 1866-74, venne fresata una scanalatura longitudinale nel blocco di culatta e venne allargata quella presente intorno alla culatta. La modifica, nonostante le intenzioni, non venne estesa a tutte le armi. Quelle così modificate, di tutti e sei le versioni, portano punzonato sulla culatta la dicitura "M80", dove M sta per modifié (modifica).

### Fusil d'infanterie modèle 1874 M14 e modèle 1874 M80 M14
Nel 1914, la mobilitazione per l'entrata in guerra della Francia comportò una grande carenza di armi lunghe. Per far fronte rapidamente alle richieste, 146.000 dei fucili Mle 1874 e Mle 1874 M80 ancora nelle armerie vennero riconvertiti all'8 × 50 mm R Lebel, che nel frattempo era diventato il calibro d'ordinanza. La conversione comportò la sostituzione della canna. Inoltre venne installato un copricanna in legno tra la culatta e la fascetta. Le armi così modificate presentano sulla culatta, oltre all'eventuale punzone "M80", anche la dicitura "M14".

## Le baionette

### Sciabola-baionetta Mod. 1866

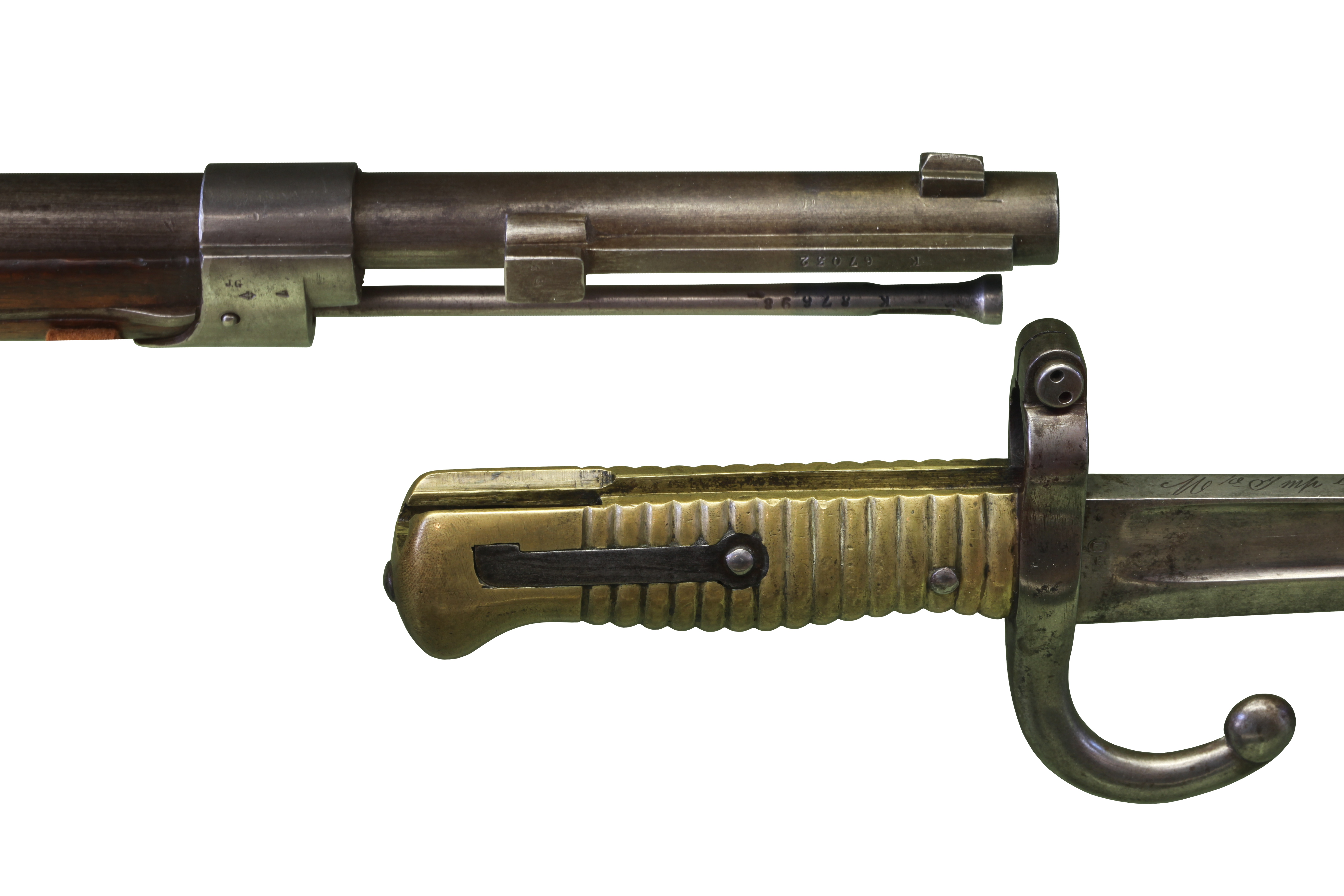
Impugnatura della sciabola baionetta ed il suo attacco sul fucile.

La sciabola-baionetta del Chassepot ha impugnatura in ottone con scanalatura a T e pulsante di blocco. L'elsa presenta un ramo incurvato in avanti e terminante con un pomolo, mentre l'altro ramo termina con l'anello che impegna la volata della canna quando inastata. La scanalatura coincide invece con una guida ed un fermo sul lato destro della canna. La lama è del tipo yatagan, ad un solo filo, lunga 57 centimetri.

### Baionetta Mod. 1866-74
Si tratta di una baionetta a ghiera a sezione cruciforme. Si inserisce sulla volata della canna, dove impegna un fermo.

### Sciabola-baionetta Mod. 1874 Gras
È una sciabola-baionetta da 52 cm, con lama a profilo a T, ad un solo filo. Essa presenta un'elsa con un ramo incurvato in avanti e terminante con un pomolo e l'altro ramo presenta un anello. Quando inastata l'anello impegna la volata, mentre la scanalatura sul pomolo dell'elsa si incastra nel fermo sul lato destro della canna.